# Molossus
Molossus és un gènere de ratpenats de la família dels molòssids que es troba a Amèrica (des de Mèxic fins al nord de l'Argentina).

## Taxonomia
- M. alvarezi
- M. aztecus
- Ratpenat cuallarg de Barnes (Molossus barnesi)
- Ratpenat cuallarg de Bonda (Molossus bondae)
- M. coibensis
- Ratpenat mastí de Thomas (Molossus currentium)
- M. fentoni
- M. melini
- Ratpenat cuallarg de Pallas (Molossus molossus)
- M. paranaensis
- Ratpenat mastí de Miller (Molossus pretiosus)
- Ratpenat cuallarg negre (Molossus rufus)
- Ratpenat cuallarg d'Allen (Molossus sinaloae)